# Maski szpiega
Maski szpiega (ang. Legends) – amerykański serial kryminalny wyprodukowany przez Fox 21. Pierwotnie został stworzony dla telewizji NBC. Serial jest adaptacją powieści  „Legendy, czyli maski szpiega” autorstwa Roberta Littella. Jego scenariusz opracowali: Howard Gordon, Jeffrey Nachmanoff oraz Mark Bomback.
Od 13 sierpnia 2014 roku jest on emitowany przez kanał TNT. 5 grudnia 2014 roku, stacja TNT zamówiła drugą serię
W Polsce serial jest emitowany od 16 lutego 2015 roku przez Fox Polska.

15 grudnia 2015 roku, stacja TNT ogłosiła anulowanie serialu.

## Fabuła
Serial opowiada o Martinie Odumie, który jest tajnym agentem FBI z umiejętnością przeobrażania się w różne tożsamości - legendy. Jednak tajemniczy nieznajomy zaczyna sugerować, że Martin nie jest tym za kogo się uważa.

## Obsada
- Sean Bean jako  Martin Odum, agent FBI[5]
- Ali Larter jako  Crystal Quest, agentka FBI[6]
- Amber Valletta jako  Sonya Odum, była żona Martina i matka Aidena[7]
- Mason Cook jako  Aiden Odum[8]
- Tina Majorino jako  Maggie Harris, nowy członek wsparcia w DCO[7]
- Rob Mayes jako  Troy Quinn, były agent służb specjalnych CIA, który pracuje jako agent FBI[7]
- Steve Harris jako  Nelson Gates, dyrektor DCA, przełożony Oduma[9]
- Morris Chestnut jako Tony Rice, agent FBI[10]
- Ralph Brown jako Terence Graves, agent MI6 (od 2 sezonu)[11]
- Klara Issova jako Ilyana Crawford (od 2 sezonu)[11]

## Role drugoplanowe
- David Meunier jako Richard Hubbard, nauczyciel chemii w liceum[12]
- Winter Ave Zoli jako detektyw Gabrielle Lask[13]
- Kelly Overton jako Nina Brenner, oficer FBI[13]
- Aisling Franciosi jako Kate Crawford[13]
- Steve Kazzae jako Curtis Ballard, agent FBI[13]

## Odcinki
| Sezon | Sezon | Odcinki | Oryginalna emisja | Oryginalna emisja   | Oryginalna emisja | Oryginalna emisja | Oryginalna emisja |
| Sezon | Sezon | Odcinki | Premiera sezonu   | Finał sezonu        | Premiera sezonu   | Finał sezonu      |                   |
| ----- | ----- | ------- | ----------------- | ------------------- | ----------------- | ----------------- | ----------------- |
|       | 1     | 10      | 13 sierpnia 2014  | 8 października 2014 | 16 lutego 2015    | 20 kwietnia 2015  |                   |
|       | 2     | 10      | 2 listopada 2015  | 11 stycznia 2016    | 10 grudnia 2015   | brak danych       |                   |